# مجموعه فرهنگی ورزشی دهداری آبادان
مجموعه فرهنگی ورزشی شادروان پرویز دهداری آبادان یک مجموعه ورزشی چندمنظوره در شهر آبادان ایران است.
این در جوار استادیوم تختی آبادان قرار دارد. این مجموعه که در مهر ۱۳۵۲ ساخت آن شروع شده بود در ۵ مهر ۱۳۷۲ افتتاح شد و تابحال بخش‌ها و سالن‌های مختلفی در آن احداث شده‌است. مجموعه فرهنگی ورزشی شادروان دهداری آبادان که توسط شرکت پالایش نفت آبادان، اداره کل ورزش و جوانان استان خوزسنان و منطقه آزاد اروند ساخته و توسعه داده شده‌است در اوایل سال ۱۳۷۳ به اداره ورزش و جوانان استان خوزستان تحویل داده شد.
در سال ۱۳۹۸ نیز اداره وزش و جوانان استان خوزستان طی انجام فرایند مزایده سالن‌های مستقر در این مجموعه را به بخش خصوصی واگذار نمود. با سازمان منطقه آزاد اروند ورزشگاه اروندان را به این سازمان سپرد. یک چمن مصنوعی و سالن‌های نظیر بوکس، کشتی، تکواندو، کاراته، جودو، کونگ فو و هنرهای رزمی، فوتسال، والیبال، بسکتبال و سایر رشته‌های رزمی در بخش‌های آقایان و بانوان در این مجموعه ورزشی وجود دارد. سالیانه مسابقات مختلف ورزشی در سطح بین‌المللی، ملی و استانی در این مجموعه ورزشی برگزار می‌گردد.